# Mydas militarsis
Mydas militarsis är en tvåvingeart som beskrevs av Gerstaecker 1868. Mydas militarsis ingår i släktet Mydas och familjen Mydidae. Inga underarter finns listade i Catalogue of Life.